# 康乃馨 (椎名林檎單曲)
《康乃馨》（カーネーション，Carnation／L' œillet）是日本音樂家椎名林檎的第十一張單曲，由EMI Music Japan／Virgin Music於2011年11月2日發行。在跨業合作部分，A面歌曲「康乃馨」更成為NHK晨間電視劇「糸子的洋裝店」的主題曲。預購本單曲者將附贈「自製書籤」。
在單曲銷售成績方面，本張單曲在日本Oricon銷售榜上最高位居單週第5名，名列2011年年度銷售榜第233位。而歌曲「康乃馨」在日本唱片協會所公佈的RIAJ數位下載榜中，最高曾名列單週第38名。在日本告示牌所公布的告示牌百強單曲榜中，最高曾名列單週第5名。

## 單曲概要
《康乃馨》是椎名林檎繼2009年5月發表《滿滿的財富》後，睽違兩年半的新單曲，同時「康乃馨」這首歌也是NHK晨間電視劇「糸子的洋裝店」的主題曲。而繼前一張單曲《滿滿的財富》後，椎名林檎連續發行了兩張戲劇主題曲的單曲。
本首歌曲製作的由來是來自於2007年上映的電影《惡女花魁》製作群裡，剛好有人也參與電視劇「糸子的洋裝店」的製作，有了先前在電影主題曲《短暫少女》和椎名林檎合作的經驗，製作群們希望椎名林檎再來演唱戲劇「糸子的洋裝店」的主題曲。不過，椎名林檎考慮自己是樂團東京事變的主唱，因此希望整個樂團都可以參與這首歌的演出。在製作群和椎名林檎兩方協調下，完成了這張雖然以椎名林檎個人名義所發行的作品，但樂團東京事變皆參與每首歌曲演奏的單曲。
也因為NHK晨間電視劇「糸子的洋裝店」主題曲的緣故，椎名林檎首度參加NHK紅白歌合戰，表演主軸為「康乃馨-捨我其誰」。在這段演出中，椎名林檎演唱《康乃馨》及《每個女孩子啊》兩首歌曲，並由東京事變擔任演奏者。而在演唱開始之前，由在電視劇‘糸子的洋裝店’中飾演女主角「小原系子」的尾野真千子介紹即將開始的表演。
在單曲發售時程上，新單曲發行的消息最早於2011年9月5日就在官網發佈。10月3日為同名電視劇「康乃馨」的首播日，這天官網不但發表新單曲封面，並開始接受歌曲數位下載。10月21日開始接受音樂錄影帶視聽的服務。而日本在11月2日發行單曲，台灣則是在11月4日先行發售台壓版，進口版則是等到一個月後的12月2日才發行。日後，則收錄在椎名林檎於2014年11月5日發行的第五張原創專輯《日出處》中。
最後，在單曲銷售成績方面，本張單曲在發行當週以1.9萬張的銷售量在日本Oricon銷售榜上位居第5名，總計在Oriocn銷售榜上榜16週，累積銷售達3.5萬張，名列2011年年度銷售榜第233位。歌曲「康乃馨」在日本唱片協會所公佈的RIAJ數位下載榜中，最高曾名列單週第38名。在日本告示牌所公布的告示牌百強單曲榜中，最高曾名列單週第5名。

### 音樂錄影帶

用宇宙作為背景，呼應著主題－萬物的起源

在歌曲「康乃馨」的音樂錄影帶中，一開始導演兒玉裕一先描繪出宇宙的模樣，接著閃亮的星球則開啟了本首歌的序幕，而這樣的序幕呼應著音樂錄影帶主題「萬物的起源」。在歌曲中負責演奏的樂團東京事變及管弦樂團的團員們，也伴隨著椎名林檎的音樂出現及消失，呼應著我們必須要懷著虔敬的心靈看待萬物。

### 跨業合作
- 「康乃馨」

（日本放送協會）戲劇‘糸子的洋裝店’的主題曲

## 曲目
| 曲序     | 曲目     | 词曲     | 編曲     | 时长  |
| -------- | -------- | -------- | -------- | ----- |
| 1.       | 康乃馨   | 椎名林檎 | 齋藤毅   | 3:00  |
| 2.       | 我愛的人 | 椎名林檎 | 椎名林檎 | 3:01  |
| 3.       | 人生如願 | 椎名林檎 | 齋藤毅   | 4:28  |
| 总时长： | 总时长： | 总时长： | 总时长： | 10:30 |

### 曲目介紹
1. 康乃馨（日語：カーネーション）
  - 收錄於專輯《日出處》
2. 我愛的人（日語：私の愛するひと）
  - 無收錄於專輯
3. 人生如願（日語：人生は思い通り）
  - 無收錄於專輯

椎名林檎表示這首歌是描繪電視劇「糸子的洋裝店」中糸子的母親帶給人的印象[2]。

## 演出人員及後製
| 康乃馨 人生如願 | 我愛的人 後製資訊 - 東京事變 |

## 銷售排行

### Oricon 銷售榜(日本)
《康乃馨》於11月2日發行單曲。發行首週，在日本公信榜Oricon的單曲榜2011年10月第5週付的榜單中以18,513張銷售量居單週第五名。同週冠軍是銷售量突破50萬大關的偶像團體嵐的單曲「迷宮戀曲」，第二、三名分別是電子音樂組合Perfume的單曲「SPICE (Perfume單曲)」及偶像團體AKB48的單曲「風正在吹」。第二週則以銷售量4,246張位居19位。總計《康乃馨》總共在日本公信榜Oricon的單曲榜上榜16週，累積銷售達3.5萬張。同時在2011年年銷售榜中，《康乃馨》以2.9萬張銷售量居全年第233名。
| 名稱                 | Oricon銷售榜 | 初登場 | 初登場 | 最高  | 最高   | 總銷售量 | 累積上榜次數 |
| 名稱                 | Oricon銷售榜 | 排 行  | 銷售量 | 排 行 | 銷售量 | 總銷售量 | 累積上榜次數 |
| -------------------- | ------------ | ------ | ------ | ----- | ------ | -------- | ------------ |
| 2011年11月2日 康乃馨 | 週銷售排行榜 | #5     | 18,513 | #5    | 18,513 | 35,377   | 16週         |
| 2011年11月2日 康乃馨 | 月銷售排行榜 | #30    | 26,812 | #30   | 26,812 | 35,377   | 16週         |
| 2011年11月2日 康乃馨 | 年銷售排行榜 | #233   | 28,929 | #233  | 28,929 | 35,377   | 16週         |

### 其他銷售榜
| 排行榜名稱                         | 最高排名 |
| ---------------------------------- | -------- |
| (日本) Soundscan：CD Single Top 20 | #7       |
| (日本) CDTV Top 100                | #5       |
| (日本) 告示牌百強單曲榜            | #5       |
| (日本) RIAJ數位下載榜              | #38      |

## 發行歷史
| 國家 | 發行日期       | 發行形式   | 唱片公司                      | 商品編號   |
| ---- | -------------- | ---------- | ----------------------------- | ---------- |
| 日本 | 2011年10月3日  | 鈴聲下載   | EMI Music Japan／Virgin Music | -          |
| 日本 | 2011年10月21日 | 數位下載   | EMI Music Japan／Virgin Music | -          |
| 日本 | 2011年11月2日  | CD         | EMI Music Japan／Virgin Music | TOCT-45045 |
| 台灣 | 2011年11月4日  | CD(台壓盤) | 金牌大風                      | I5245      |
| 韓國 | 2011年11月19日 | 數位下載   | 韓國環球音樂                  | -          |
| 台灣 | 2011年12月2日  | CD(進口盤) | EMI Music Japan／Virgin Music | TOCT-45045 |

## 宣傳行程
| 類型 | 日期       | 名稱                         |
| ---- | ---------- | ---------------------------- |
| 電視 | 2011/10/29 | 【TBS】COUNTDOWN TV          |
| 電視 | 2011/11/11 | 【朝日電視台】MUSIC STATION  |
| 電視 | 2011/12/31 | 【NHK】第62回NHK紅白歌唱大賽 |

## 脚注